# ASEC Mimosas (volley-ball)
Pour les articles homonymes, voir ASEC Mimosas (homonymie).
Maillots
L'ASEC Mimosas est un club ivoirien de volley-ball basé à Abidjan.
L'équipe masculine de volley-ball est sacrée championne de Côte d'Ivoire pour la 24e fois en 2023.